# Garelli M / M1 / M2 / M3
Die Garelli M-Serie umfasst eine Reihe von Kleinkrafträdern des italienischen Herstellers Garelli, die zwischen 1958 und 1971 produziert wurden.

## Geschichte
Nach dem Rückgang der Nachfrage nach Fahrradhilfsmotoren wie dem Garelli Mosquito und den Mosquito-Mopeds führte Garelli 1958 ein neues, eigenständiges Kleinkraftrad mit fest integriertem Rahmen und Tretkurbeln ein. Das erste Modell war die Garelli M. Es folgten:
- Garelli M1: baugleich, aber optisch leicht überarbeitet,
- Garelli M2: mit 2-Gang-Handschaltung
- Garelli M3: mit 3-Gang-Handschaltung

Ab 1962 wurde die Serie um die Garelli Matic ergänzt, eine Variante mit automatischem Zweiganggetriebe. Die Modelle galten dank ihrer einfachen Technik als robust und waren besonders bei Jugendlichen und Pendlern beliebt.

## Technische Daten (Modell M, Baujahr 1962)
| Merkmal                | Daten                              |
| ---------------------- | ---------------------------------- |
| Modell/Produktionsjahr | M/1962                             |
| Motor                  | Zweitakt, 1-Zylinder               |
| Hubraum                | 49 cm³                             |
| Bohrung × Hub          | 40 mm × 39 mm                      |
| Verdichtungsverhältnis | 7 : 1                              |
| Leistung               | 1,4 PS bei 5250/min                |
| Zylinder               | Grauguss                           |
| Kühlung                | Luftgekühlt                        |
| Zündung                | Schwunglichtmagnet 6 V 18 W        |
| Vergaser               | Dell’Orto T4-10S1                  |
| Kupplung               | Fliehkraftkupplung im Ölbad        |
| Getriebe               | 1-Gang                             |
| Anlasser               | Pedalstart                         |
| Rahmen                 | Stahlrohrrahmen (Monotube)         |
| Vorderradaufhängung    | Teleskopgabel                      |
| Hinterradaufhängung    | Hinterradschwinge mit Stoßdämpfer  |
| Räder                  | Drahtspeichenräder mit Stahlfelgen |
| Reifengröße            | 2.00 × 18"                         |
| Bremsen                | Trommelbremse (vorn und hinten)    |
| Leergewicht            | 46 kg                              |
| Höchstgeschwindigkeit  | 40 km/h                            |
| Durchschnittsverbrauch | 50 km/l                            |
| Tankinhalt             | 4,5 Liter                          |

## Varianten
- M: Basisversion mit 1-Gang-Automatik (Motor 341)
- M1: optisch überarbeitet, ansonsten baugleich
- M2: mit 2-Gang-Handschaltung (Motor 357fp-Gp)
- M3: mit 3-Gang-Handschaltung (Motor 353P)
- Matic: ab 1962, mit 2-Gang-Automatik (Motor 351P)